# Grupa luksemburska
Grupa luksemburska – grupa wyłoniona podczas szczytu w Luksemburgu w grudniu 1997 roku na mocy decyzji podjętej przez Radę Europejską. Jest również nazywana grupą 5 + 1 lub grupą pierwszą. Znalazły się w niej państwa Europy Środkowo-Wschodniej najlepiej przygotowane do rozpoczęcia negocjacji akcesyjnych z Unią Europejską: Czechy, Estonia, Polska, Słowenia, Węgry i Cypr.